# Saint-Germain-Laval (Loire)
Saint-Germain-Laval ist eine französische Gemeinde  mit 1.594 Einwohnern (Stand: 1. Januar 2022) im Département Loire in der Region Auvergne-Rhône-Alpes. Sie gehört zum Arrondissement Roanne und zum Kanton Boën-sur-Lignon. Die Einwohner werden Germanois genannt.

## Geographie
Die Gemeinde Saint-Germain-Laval liegt ca. 30 Kilometer südlich von Roanne am Fluss Aix. Umgeben wird Saint-Germain-Laval von den Nachbargemeinden Saint-Julien-d’Oddes im Nordwesten und Norden, Vézelin-sur-Loire im Norden und Nordosten, Pommiers im Osten, Bussy-Albieux im Süden, Nollieux im Südwesten und Westen sowie Saint-Martin-la-Sauveté im Westen und Nordwesten.

## Bevölkerungsentwicklung
| Jahr                       | 1962 | 1968 | 1975 | 1982 | 1990 | 1999 | 2006 | 2014 | 2022 |
| Einwohner                  | 1569 | 1721 | 1777 | 1657 | 1510 | 1488 | 1570 | 1643 | 1594 |
| Quellen: Cassini und INSEE |      |      |      |      |      |      |      |      |      |

## Sehenswürdigkeiten
- Kapelle Sainte-Madeleine, Monument historique
- Kapelle Notre-Dame
- Kommanderie in Verrières, Monument historique
- Römerbrücke bei Baffy über die Aix
- Automuseum im Forez

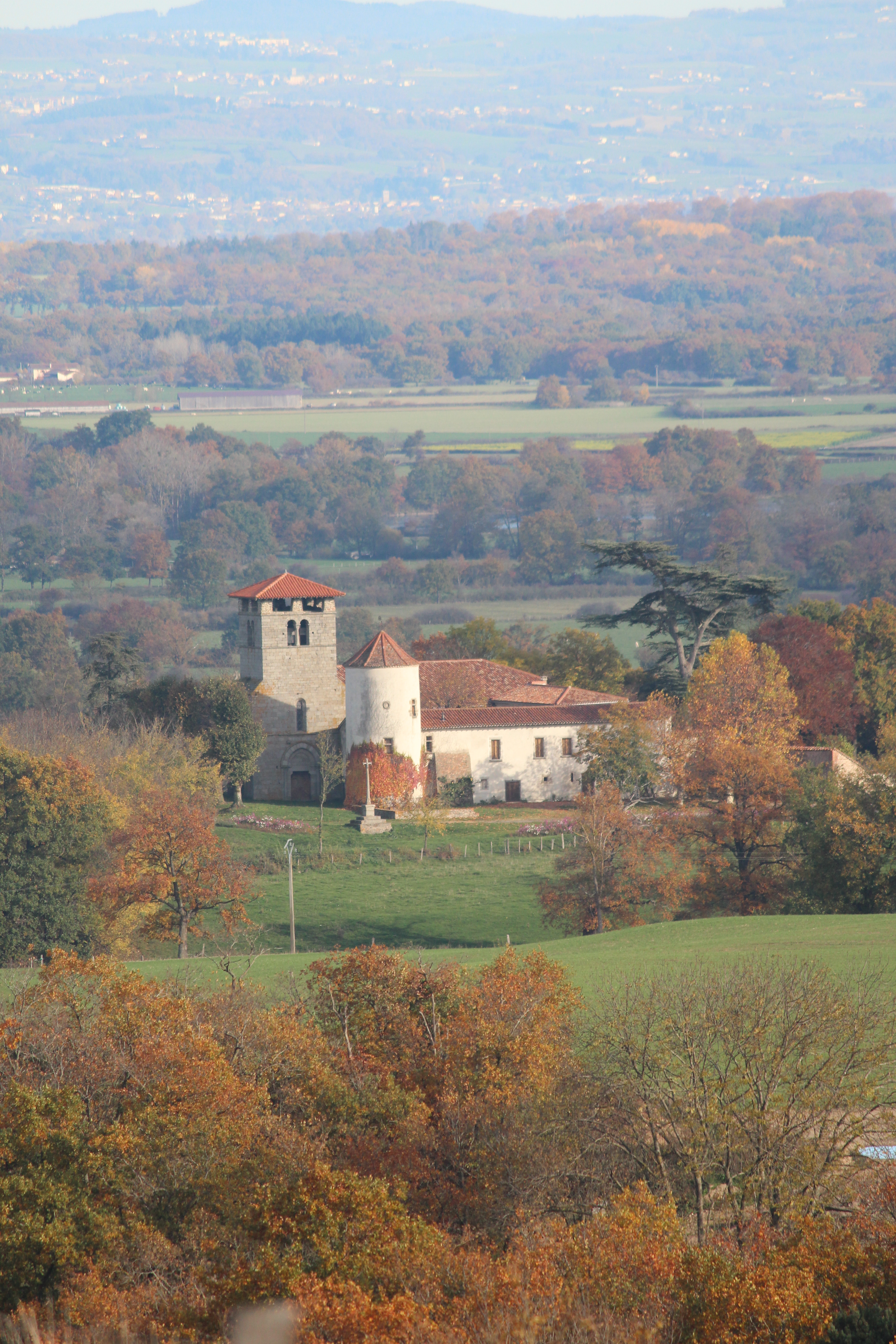
Ehemalige Kommanderie in Verrières
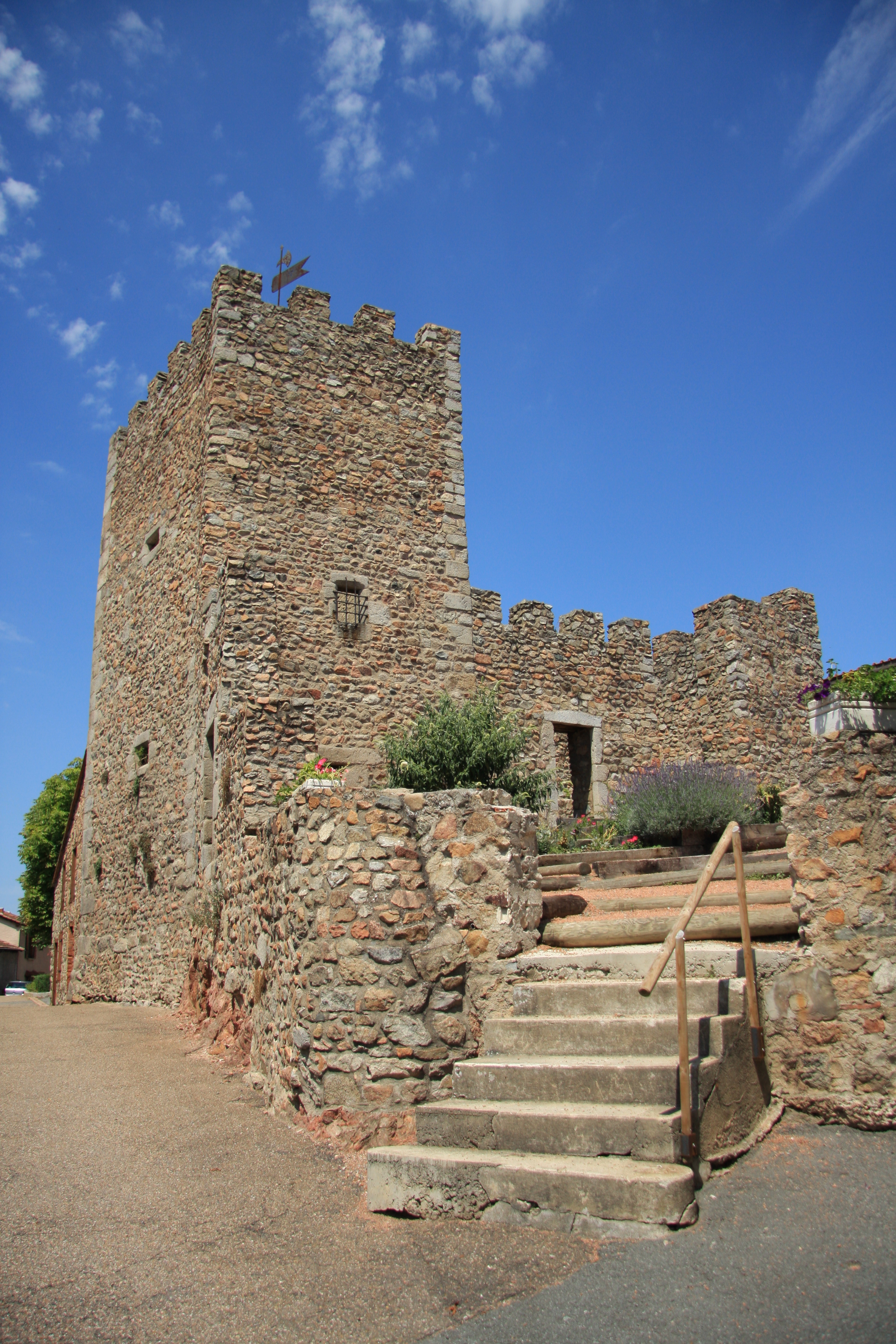
Alte Burg in Saint-Germain-Laval
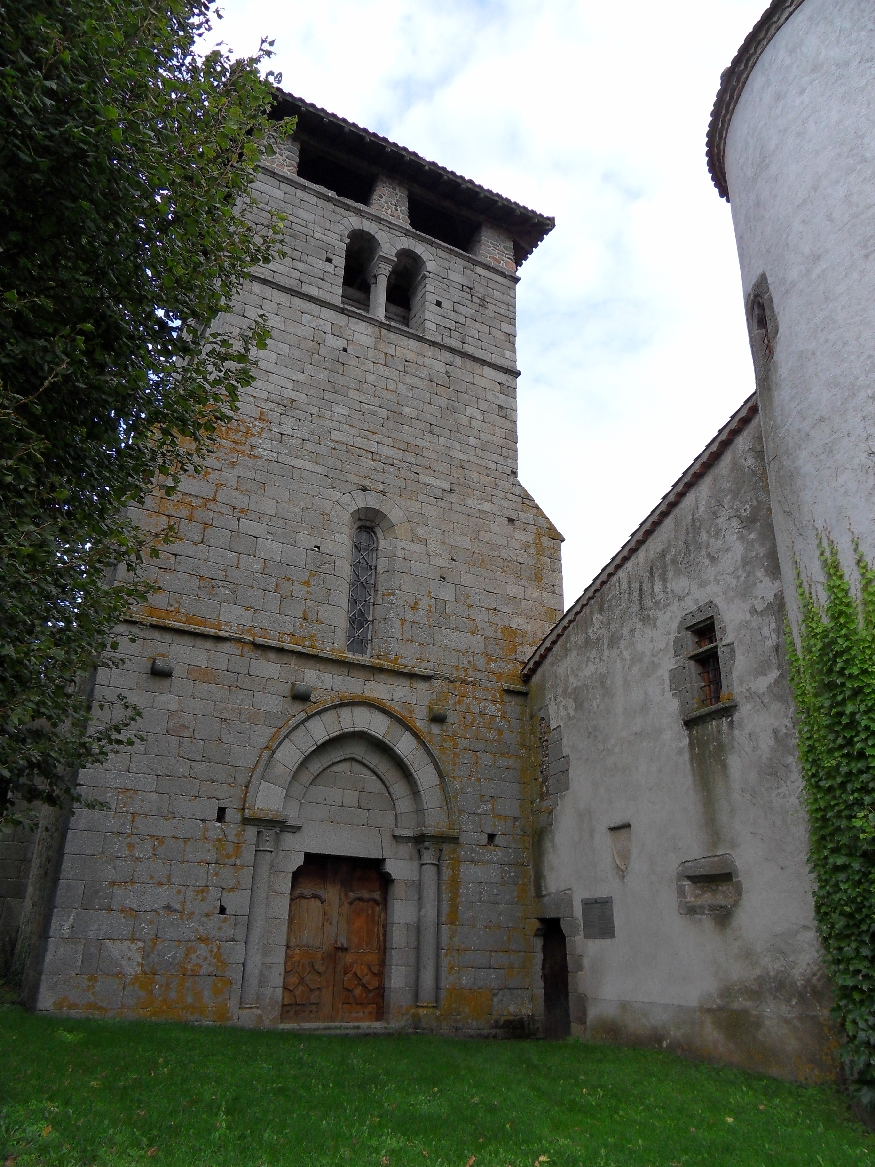
Glockenturm der Kommanderie
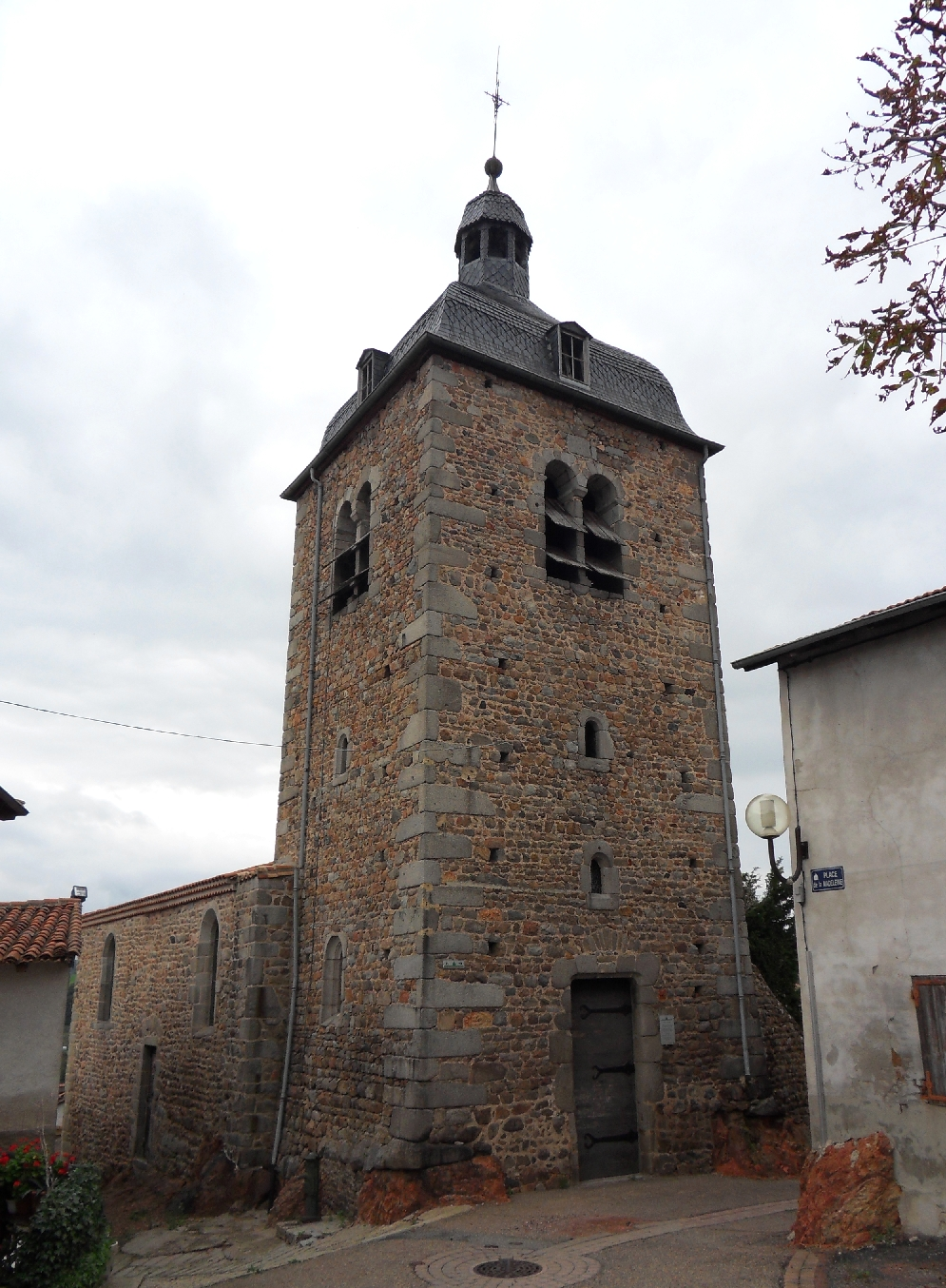
Glockenturm der Kapelle Sainte-Madeleine
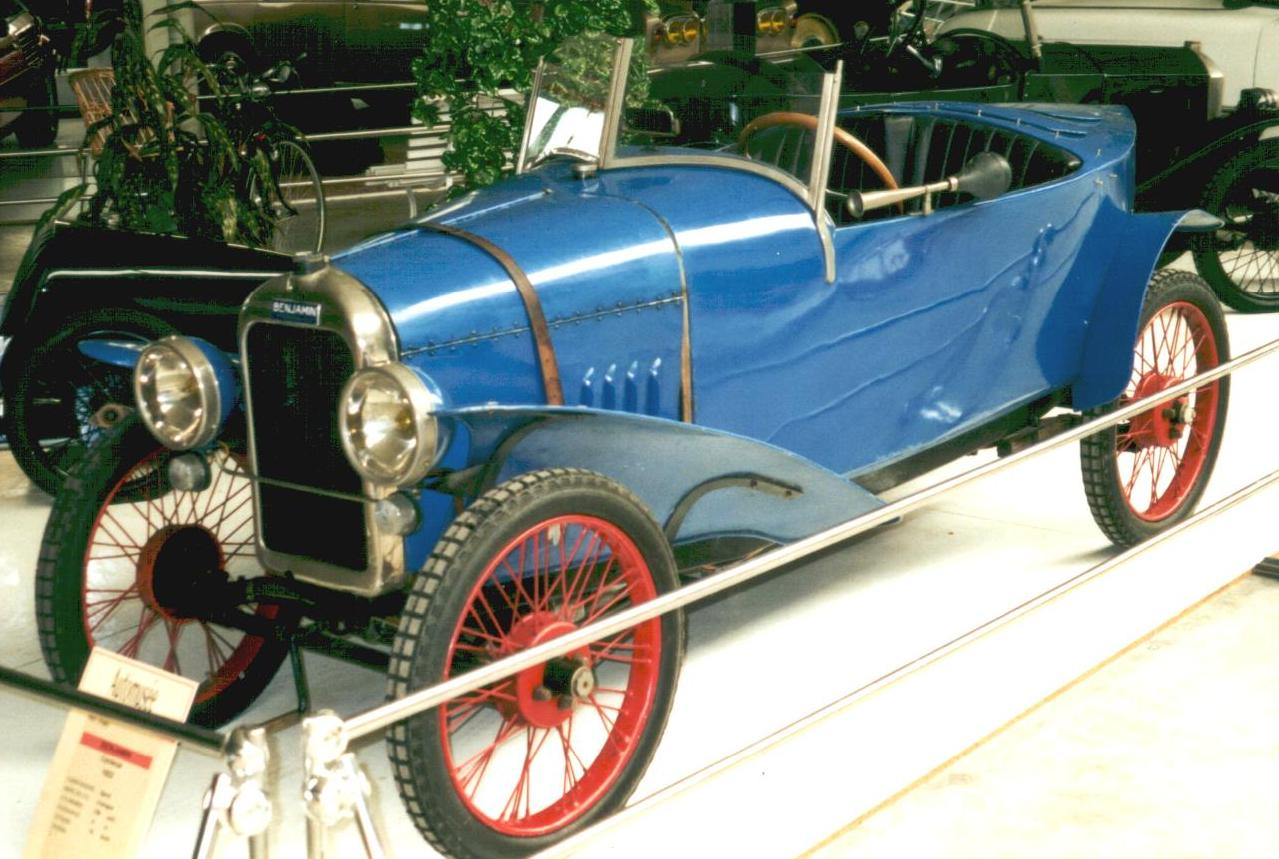
1922er „Benjamin“ im Automuseum Forez
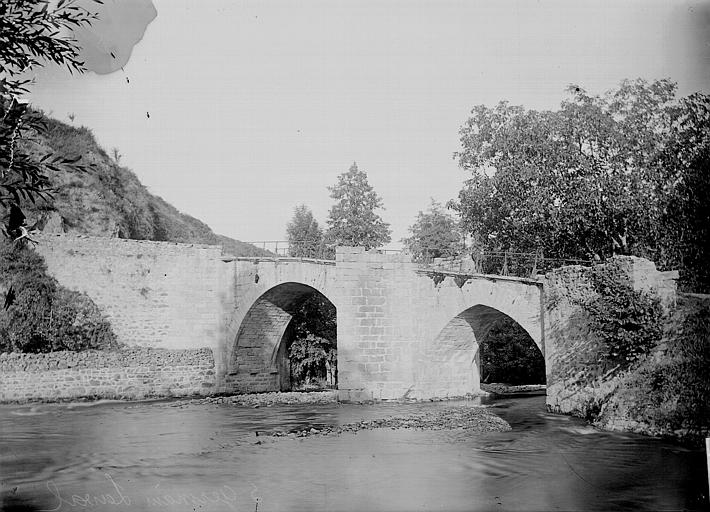
Römerbrücke
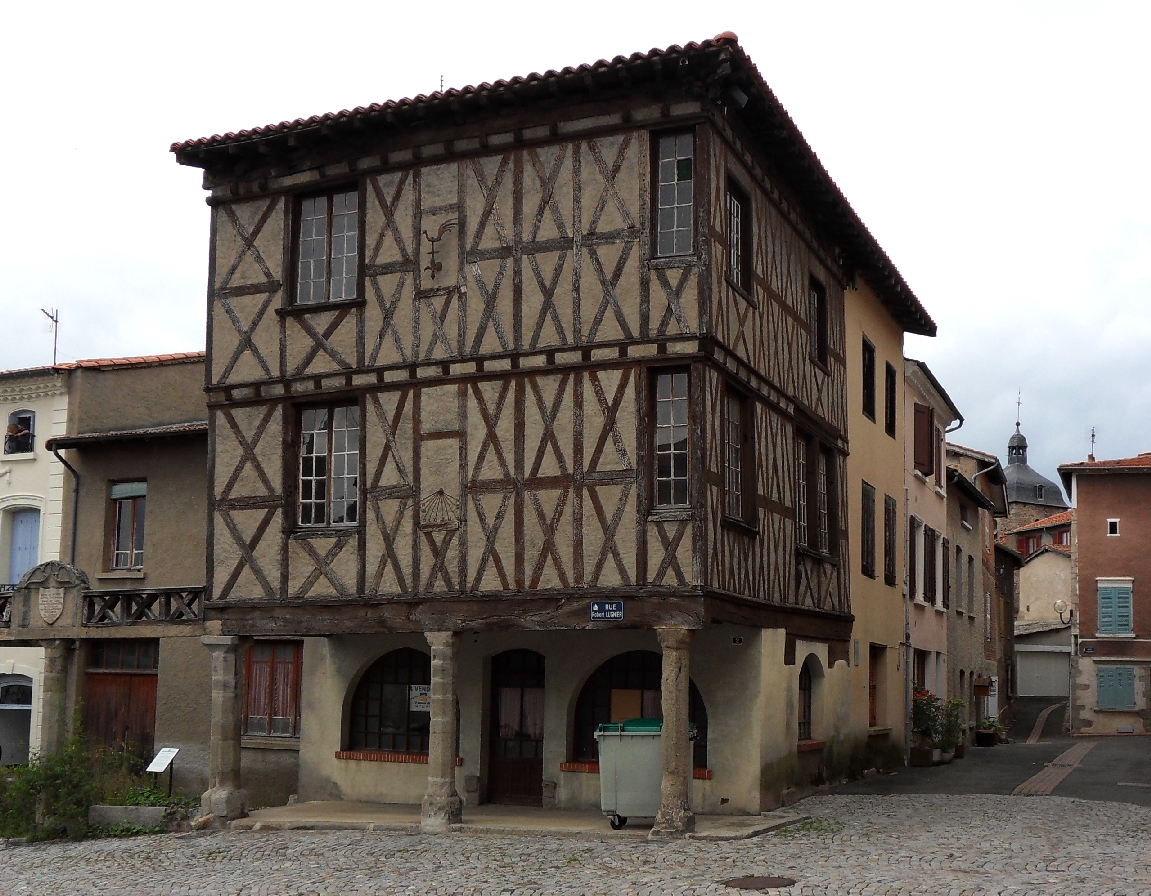
Altes Fachwerkhaus

## Gemeindepartnerschaft
Mit der italienischen Gemeinde San Germano Vercellese in der Provinz Vercelli (Piémont) besteht eine Partnerschaft.

## Persönlichkeiten
- Jean Papire Masson  (1544–1611), Schriftsteller